# Трух Володимир Володимирович
Володимир Володимирович Трух (14 липня 1992, с. Жабинці Гусятинського району Тернопільської області — 17 січня 2015, поблизу Донецька) — український військовик, солдат 80-ї окремої аеромобільної бригади. Один із «кіборгів».

## Життєпис
Грав на гітарі, співав, брав участь у сільському вертепі. Захоплювався футболом, був майстерним воротарем.
29 серпня 2014 прийшла повістка. Два місяці пробув на навчанні в Яворові, а 9 листопада його відправили на Схід.
Загинув 17 січня 2015 у боях за Донецький аеропорт. Вибухом йому відірвало руку, поки побратими змогли дістати хлопця з-під уламків, порятувати було вже пізно — він втратив багато крові. В аеропорт їздив з побратимом Іваном Шостаком.
21 січня автомайданівці похоронним кортежем через Тернопіль доправили тіло загиблого до родинного села. Похоронений в с. Жабинці Чортківського району на місцевому кладовищі.
Залишилися батьки Володимир Степанович та Ольга Степанівна, старші брат Іван і сестра Мар’яна , кохана дівчина Світлана, з якою планував одружитися влітку.

## Нагороди та вшанування
- Указом Президента України № 282/2015 від 23 травня 2015 року, «за особисту мужність і високий професіоналізм, виявлені у захисті державного суверенітету та територіальної цілісності України, вірність військовій присязі», нагороджений орденом «За мужність» III ступеня (посмертно)[3].
- почесний громадянин Тернопільської області (26 серпня 2022, посмертно)[4];
- Нагороджений нагрудним знаком «За оборону Донецького аеропорту» (посмертно).
- Нагороджений відзнакою голови Тернопільської обласної державної адміністрації «За службу Україні» (посмертно)[5].
- НВК "ЗОШ І-ІІ ст. - ДНЗ" у с. Жабинці отримав ім'я Володимира Труха.
- У 2016 році на фасаді НВК "ЗОШ І-ІІ ст. - ДНЗ" у с. Жабинці, у річницю загибелі Володимира, йому відкрили та освятили меморіальну дошку[6].
- Вшановується в меморіальному комплексі «Зала пам'яті», в щоденному ранковому церемоніалі 17 січня[7][8].
- В честь Дня народження Володимира Труха Васильковецька громада проводить футбольні турніри та спортивні ігри[9].